# Vulkanska jama
Vulkanska jama je velika luknja v zemeljski skorji, v kateri se nahaja magma. Če je magme v vulkanski jami preveč, vulkan izbruhne.